# آئرویونیون
آئرویونیون (به انگلیسی: AeroUnion) یک شرکت هواپیمایی با کد یاتا 6R است که در ۱۹۹۸ میلادی تأسیس شده و در ۲۰۰۱ فعالیتش را آغاز کرده‌است. دفتر مرکزی آئرویونیون در مکزیکو سیتی، مکزیک واقع شده‌است و قطب این شرکت هواپیمایی در فرودگاه بین‌المللی مکزیکو سیتی قرار دارد و به ۴ مقصد، پرواز انجام می‌دهد.